# Grzbietorodowate
Grzbietorodowate, żaby bezjęzyczne, bezjęzykowe, grzbietorody (Pipidae) – rodzina płazów z rzędu płazów bezogonowych (Anura). W obrębie tej rodziny wyróżnia się 4 rodzaje i 41 gatunków.

## Zasięg występowania
Rodzina obejmuje gatunki występujące w Ameryce Południowej na wschód od Andów i sąsiedniej Panamy oraz na południe od Sahary w Afryce.

## Charakterystyka
Płazy te charakteryzują się brakiem języka i powiek. Mają ciało silnie spłaszczone, posiadają linię boczną. Rozmiar waha się od 3 do 18 cm. Palce stóp połączone błoną pławną. Niektóre gatunki należące do tej rodziny na trzech palcach tylnych kończyn posiadają twarde wypustki przypominające pazury.

## Tryb życia
Prowadzą wodny tryb życia, żywiąc się bezkręgowcami wodnymi. Przy pożeraniu zdobyczy często pomagają sobie przednimi kończynami.
W okresie godowym grzbietorodowate wydają charakterystyczny cichy terkot (podobny do skrzypienia drzwi). Uzyskują go dzięki twardym płytkom krtaniowym.

## Podział systematyczny
Do rodziny należą następujące rodzaje:
- Hymenochirus Boulenger, 1896
- Pipa Laurenti, 1768
- Pseudhymenochirus Chabanaud, 1920 – jedynym przedstawicielem jest Pseudhymenochirus merlini Chabanaud, 1920
- Xenopus Wagler, 1827